# Sepullia johannae
Sepullia johannae är en insektsart som beskrevs av Victor Lallemand 1920. Sepullia johannae ingår i släktet Sepullia och familjen spottstritar. Inga underarter finns listade i Catalogue of Life.